# Aloe soutpansbergensis
Aloe soutpansbergensis é uma espécie de liliopsida do gênero Aloe, pertencente à família Asphodelaceae.